# Brejle (album)
Brejle jsou čtrnáctým studiovým albem české rockové skupiny Olympic. Na albu hostuje Ladislav Papež na foukací harmoniku.

## Seznam skladeb
Hudbu složil Petr Janda a Milan Broum (13). Texty složili: Milan Špalek (1, 5), Daniel Landa (2), Miroslav Černý (3), Pavel Šrut (4), Pavel Chrastina (6, 7, 10), Pavel Vrba (8, 11, 12), Oto Klempíř (9). 
| Pořadí | Název                              | Délka |
| ------ | ---------------------------------- | ----- |
| 1.     | 7 statečných                       | 5:13  |
| 2.     | Giordano Bruno                     | 4:06  |
| 3.     | Šílenej zvon                       | 3:01  |
| 4.     | Zakopaný money (V Záhřebský ulici) | 3:13  |
| 5.     | To já si jen tak                   | 3:51  |
| 6.     | Zvíře                              | 4:46  |
| 7.     | Rozhodl jsem se                    | 3:32  |
| 8.     | Kalný ráno                         | 3:35  |
| 9.     | Nedělej                            | 2:50  |
| 10.    | Ty to víš                          | 3:57  |
| 11.    | Sprcha č.2                         | 2:58  |

## Obsazení
- Petr Janda – kytara , zpěv, tamburína
- Milan Broum – basová kytara, zpěv
- Jiří Valenta – klávesy, zpěv
- Milan Peroutka – bicí